# 利蒼
利 蒼（り そう、? - 紀元前186年）は、前漢初期に長沙国の相をつとめ、初代軑侯（たいこう）となった政治家。現在の中国湖南省長沙市にある馬王堆漢墓の被葬者として知られる。『史記』では利倉、『漢書』では黎朱蒼と記されている。
『漢書』によると長沙国は13県、戸数43,000余、人口23万程であり、必ずしも大国とは言えなかったが、漢と南越の重要な貿易中継点として双方から重んじられていた。利蒼はその長沙国の家臣団の長として、交易・外交などの政務で主要な役割を果たしていたと考えられる。
『史記』巻19「恵帝間侯者年表」、『漢書』巻16「高恵高后文功臣表」によると、恵帝2年（紀元前193年）4月、利蒼は長沙の相であることを理由に軑侯（列侯）となり、食邑700戸を得た。「軑」は江夏郡に属し、淮河の支流（現在の河南省南部）と推定される。
諸侯王の国の相であることを理由に列侯となった前例はおそらく無く、この異例の厚遇を陳舜臣は次のように解釈している。
- 長沙国の政務の重要性に鑑み、その労をねぎらおうとした。
- 事実上、利蒼が長沙国の運営者であり、列侯にすることで名を実に合わせようとした。

利蒼は高后2年（紀元前186年）に没し、現在の馬王堆漢墓に葬られた。息子の利豨が跡を継ぎ、軑侯家はその後、利蒼を含め6代続いた。

## 馬王堆漢墓
利蒼が葬られた現在の馬王堆漢墓には、夫人の辛追と息子の利豨も葬られている。辛追と利豨の墓は盗掘されておらず、大量の副葬品によって前漢初期の貴族の生活や風俗を知ることができるだけでなく、貴重な工芸品や帛書（馬王堆帛書）が含まれており、考古学だけでなく文献学・中国史・中国思想史・中国医学史・中国書道史などの諸分野に重要な資料を提供した。
利蒼の墓は盗掘されていたので出土した文物はかなり少なかった。 しかし、利蒼の墓で発見された三個の印章には「利蒼」「軑侯之印」「長沙丞相」と刻まれており、それぞれ利蒼の私印、爵印、官印である。こうした発見はきわめて珍しい。